# 北属期
北属期（ほくぞくき、ベトナム語：Bắc thuộc / 北屬）とは、北ベトナム最初の統一王朝である呉朝が建国されるまでの間、ベトナムが中国の諸王朝に服属していた時期である。
一般的に、前漢の武帝が交阯郡・九真郡（タインホア）・日南郡の三郡を交州に設置した紀元前111年から、呉権（ゴ・クエン）が呉朝を建国した939年までの時期を指すが、秦の将軍だった趙佗が建国した南越が北ベトナムを支配した紀元前2世紀を始まりとする場合もある。北属期は第一次（紀元前111年 - 紀元39年）、第二次（44年 - 544年）、第三次（548年 - 939年）の3つの時期に分けられる。ベトナム人にとっては屈辱的な時代と捉えられており、後黎朝期に編纂された史書『大越史記全書』においては「外記」「前編」といった、真正の国史が始まる前の前段階として扱われている。従前は、ベトナムは中華王朝の支配下で多くの文物を吸収し、漢化が進行する中で独立を達成した時代と考えられていた。これに対して、独立の初期までは他の東南アジア地域と同じようにベトナムにも独自の社会が存在していたとする意見も出されている。
中華王朝の支配領域は平野部に限定され、山岳地帯にはムオン族、タイ族などの漢化が及んでいない民族が居住していたと考えられている。
文献史料が乏しく、考古学的資料の発見による解明が待たれている時代である。文献史料としては、大越で編纂された史書のほかに中国の諸王朝で編纂された正史に収録されている士燮（シー・ニエップ）ら交州の統治者の列伝、『水経注』などの地理書が挙げられる。
発掘調査によって、北属期前の南越の支配制度が及んでいた範囲、龍編（ロンビエン）などの後漢以降の行政の拠点と比定される遺構、ハノイの安南都護府時代の遺跡などが確認されている。

## 第一次北属期
紀元前2世紀頃、南越が北ベトナムに存在していた甌雒を併合する。
紀元前111年に南越は漢の攻撃を受けて滅亡する。漢は北ベトナムに設置した交趾郡・九真郡・日南郡と、現在の中国に属する6つの郡を合わせて交州を設置した。
南越は漢と同様の中国人の国家であるが、
1. ベトナムには代理の総督を置いて土着の封建勢力に統治を委任する間接統治を実施していたこと
2. 南越が間接的に支配していた甌雒は、「国家」に相当するか、原始的な村落の集合体ではないのか
3. 中国を覇権国家とみなし、覇権主義をとった前漢の支配を中国支配の始まりとするべきか

ベトナム人が南越の統治時代をベトナム史に含めて北属期から除外することがあるのは、上記3点、加えて漢の攻撃に抵抗した南越への共感に基づくと考えられている。
支配当初、漢は交州に存在していた貉侯と貉将という組織を利用して統治を行っていたが、やがて漢の行政制度を適用するようになり、中央に任命された刺史、刺史の下にある太守が統治を行った。だが、漢は在地の人間に封土を与え、統治を委任した地域も依然として存在していた。
前漢の統治下に置かれた北ベトナムには、南海の富貴を求める漢の官吏、商人が移住した。移住した官僚とその子孫は次第に土着化していき、在地の封建勢力と共に支配階級を構成する。漢から派遣された統治者の中には寛大な政治を行って民衆から慕われた者もいたが、苛烈な搾取を行う官僚が多く、漢の支配に対する反感は強くなっていった。
王莽の簒奪と同じ時期に交趾太守を務めた錫光（チ・クアン）は中国文化の普及を進め、儒教をベトナムに導入したと言われている。錫光は中央の混乱を避けて交州に逃れた官吏と学者たちを受け入れ、彼らの進言に従って学校を建設し、漢と似た行政制度を導入した。
40年、ハノイ西の土着の首長の娘である徴姉妹（ハイ・バー・チュン）が、後漢の統治に対して反乱を起こす。徴姉妹の反乱は強権的な漢の港市である交趾郡に対する紅河デルタ土着の農耕民の反発であり、漢統治前からベトナムにあったドンソン文化の漢文化への抵抗が背景にあったと考えられている。42年に後漢の将軍・馬援によって反乱は鎮圧され、馬援の元で紅河デルタと広西を結ぶ陸路、紅河と雲南を結ぶ水路が建設された。馬援の元で土着の貉将の土地は再編され、抵抗する貉将たちは中部ゲアンまで漢軍の追撃を受け、3,000-5,000人の貉兵が斬殺された。徴姉妹の反乱の後に貉将制度は廃止され、交州に県制度が導入された。貉将に代わって、遠征に随行した漢人や漢人を祖先に持つ人間が行政に携わるようになり、漢の直接支配が確立された。44年、反乱の平定を終えた馬援は漢に帰国した。
ベトナムの民衆は漢から課せられた重税と労役、同化政策に苦しめられたが、同時に漢から導入した農工業の技術により、産業はより発達した。

## 第二次北属期
漢の支配下で中央から交州に派遣された刺史、太守の苛斂誅求に対してベトナム人は反乱を起こし、軍事拠点や皇帝の私有地を攻撃した。
159年と161年に天竺国の使者が日南郡を訪問、166年には大秦国王安敦（ローマ皇帝、マルクス・アウレリウス・アントニヌス）の使いを名乗る人物が南海の産物を携えて日南に来航した。漢の政治勢力の拡大、南海の特産物の需要の高まりに伴い、ベトナム中部の在地勢力の独立の意識も強くなっていった。192年頃、日南で区連が王を称して自立し、林邑（後のチャンパ王国）が建国される。漢代には最大でダナンまで支配が広がっていた可能性もあるが、林邑の建国後、中国の支配領域は北に後退していった。
184年にベトナムの民衆が刺史の周敞を殺害し、朝廷に周敞の暴政を訴え出る事件が起きる。中央から新たな刺史として派遣された賈琮は減税を実施し、賈琮の次の刺史には交州出身者である李進が任命される。
紅河デルタ、広東で在地中国人の独立した政権を求める機運が高まる中、184年頃に賈琮の推挙により交趾太守に任じられた士燮は、北ベトナムに事実上独立した政権を樹立する。士燮は南海の特産品を独占し、真珠、ヒスイ、ガラス玉、タイマイなどを呉に献上した。226年に士燮が没した後、呉は交趾を支配下に収める。呉は士燮の支配地を広州と交州に二分し、中国とベトナム、東南アジアと東アジアの行政的な境界が確立された。士燮の死後に交州は衰退、戸数は減少し、交州の中心地は𨏩𨻻（ルイラウ）から龍編に移った。
248年、九真で趙氏貞（チェウ・ティ・チン、趙嫗）が呉に対して反乱を起こし、反乱にはベトナム人と漢人の両方が参加していたが、数か月で鎮圧される。趙氏貞の反乱は、貉将によるベトナム土着の封建支配者層による最後の反乱となった。
541年、南朝梁が任命した刺史蕭諮の圧政に対して李賁（リ・ボン）が反乱を起こし、蕭諮を広州に追放する。李賁は北ベトナムの混乱に乗じた林邑の侵攻を撃退し、544年に龍編を都に定めて皇帝を称した（前李朝。当時の国名としては万春、後に野能と称した）。梁から楊瞟、陳霸先らが討伐軍として派遣され、李賁はゲリラ戦術で抵抗するが、548年に李賁は没し、その配下の将軍が後継者の地位を巡って互いに争った。趙光復（チェウ・クアン・フク）、李仏子（リ・ファト・トゥー）らが王を名乗って南朝陳、隋に抵抗するが、603年に隋によって反乱は鎮圧される。

## 第三次北属期

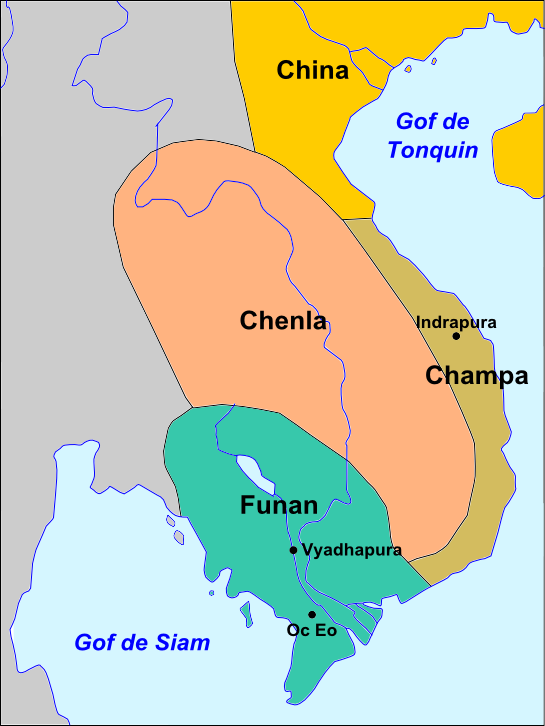
5世紀のインドシナ半島

隋の下で北ベトナムの行政区画の再編が実施され、従前の交趾の都城である龍編に代わり、東南アジアと中国両方と水路で結ばれている宋平（トンピン、現在のハノイ）が新たな都城に定められた。604年に交州総管府が設置、679年に海上交易の拠点である交州の振興のため唐によって安南都護府が設置された。唐の支配下では、安南都護府は南海の特産品を中国にもたらす拠点として機能する。
687年に都護府が実施した税金の増額に対し、李嗣先（リー・トゥ・ティエン）と丁建（ディン・キエン）らが反乱を指導し、都護の劉延祐を殺害した。722年に梅叔鸞（マイ・トゥック・ロアン）が驩州（現在のゲアン省）で反乱を起こし、梅黒帝を自称した。チャンパ、クメールの支援を受けた梅叔鸞の反乱は大規模なものになるが、同年に反乱は鎮圧される。8世紀半ばから都護府はシャイレーンドラ、チャンパの襲撃を受けて軍備が増強され、軍備の増強に関わる負担は現地の人間に重くのしかかった。
766年に馮興（フゥン・フン）と馮駭（フゥン・ハイ）の兄弟が反乱を起こし、羅城に入城した馮興は都君（ドクァン）を自称した。790年に馮興が没した後、その長子である馮安（フゥン・アン）が跡を継ぐが、馮安は唐の説得を受けて羅城を明け渡した。
846年に雲南の南詔が安南に進出し、862年に都護府は南詔の占領下に入る。865年に安南都護計略使・高駢（カオ・ビエン）による安南奪回が開始され、翌866年に交趾の大羅城が唐の支配下に戻る。高駢は大羅の再建にあたって城壁を強化し、城壁が取り囲む範囲は後代のハノイの中心地域とほぼ一致する。高駢の統治下で安南の民衆は唐に恭順し、高駢は9年の任期を終えて帰国した。
880年、節度使の曽袞が城府から追放される。
唐の没落は中国の支配が終結する転機となる。
906年にこれまで安南に派遣された中国人に代わり、在地の土豪である曲承裕（クック・トゥア・ズー）が初めて節度使となった。唐に曲氏を抑える力は既に無く、曲氏の政権はベトナムに独自の行政区画を制定し、戸籍を作成する。曲氏は政権を安定させるにあたって唐の制度の踏襲を志向し、907年の唐滅亡後に成立した後梁に使者を送り、節度使を名乗る許可を得た。曲氏の統治下で安南は一時的に平穏を取り戻し、唐の文物が取り入れられて仏教と道教が広まった。923年に曲氏の政権は広州に成立した南漢の攻撃を受けて壊滅するが、931年に曲氏に仕えていた楊廷芸（ズオン・ディエン・ゲ）が南漢軍を破り、節度使を自称する。楊廷芸は部下の矯公羨によって暗殺されるが、938年に楊廷芸の部下であった呉権が白藤江の戦いで南漢軍に勝利し、翌939年に王を称した。

## 第四次北属期
（1407年 - 1427年）

## 文化的影響
北属期はベトナムにとって屈辱的な時代である反面、文明化が進行した時代でもある。
中国王朝の制度や文物がベトナムに輸入され、現地の人間の漢化、北ベトナムに移住した漢人の土着化が進行したと考えられている。この時期のベトナムは一時的に南海交易の拠点として繁栄し、2-3世紀頃までには仏教が伝わった。道教はベトナムの土着信仰に溶け込んで受容され、唐はベトナムの支配にあたって道教を利用した。だが、中国の王朝によって進められた同化政策は、村落の中にまでは浸透しなかった。
中国の統治者のうち、錫光、任延（ナン・ジェン）、士燮、杜慧度（ド・チュエ・ド）らは、ベトナムの社会と文化に変革をもたらした人物として名前が挙げられている。漢の支配下では漢人の移住と並行して漢語と漢字のベトナムへの普及が進められ、ある中世ベトナムの史家は士燮によってベトナムに漢字が導入されたと述べている。しかし、実際は士燮が交州を統治するより前から、漢字は北ベトナムに伝わっていたとする意見が優勢である。
だが中国の統治下においてもベトナム土着の文化は生き残っており、第二次北属期の𨏩𨻻城ではベトナム独自のドンソン型銅鼓を作る集団と中国系の青銅器を作る集団が共存、あるいは同じ集団が2種類の器物を製造していたと考えられている。